# Кораблин, Владимир Васильевич
Влади́мир Васи́льевич Кора́блин (1923, деревня Павловка, Липецкий уезд, Тамбовская губерния, РСФСР, СССР — 14 июня 1944, близ посёлка Куутерселькя, Выборгский район, Ленинградская область, РСФСР, СССР) — советский солдат, участник Великой Отечественной войны, Герой Советского Союза (1944, посмертно).

## Биография
Родился в 1923 году в деревне Павловка в многодетной крестьянской семье. Получил начальное образование в Павловской начальной школе, после чего поступил в пятый класс Избердеевской средней школы. В 7-м классе, когда умерла мать, Владимиру пришлось оставить школу и идти работать в колхоз.
С началом Великой Отечественной войны 17-летний Владимир просился на фронт, но его направили работать дежурным монтёром-связистом в часть связи на железнодорожной станции Песковатка Петровского района. Станция подвергалась бомбардировкам самолётов люфтваффе, а в задачи Кораблина входило распутывание и наращивание проводов, проверка аппаратуры и обеспечение бесперебойного движения поездов на своём участке.
Наконец в августе 1942 года комсомолец Кораблин был призван на службу в Рабоче-крестьянскую Красную Армию. После непродолжительных курсов пулемётчиков с лета 1943 года — на фронтах Великой Отечественной войны. Участвовал в боях под Харьковом, получил тяжёлое ранение. Летом 1943 года был тяжело ранен в обе ноги, и после лечения в госпитале был отправлен долечиваться домой.
В марте 1944 года медицинская комиссия признала его годным к строевой службе. С марта 1944 года направлен стрелком 994-го стрелкового полка 286-й стрелковой дивизии 21-й армии на Ленинградский фронт, на Карельский перешеек. Отличился во время освобождения Ленинградской области.

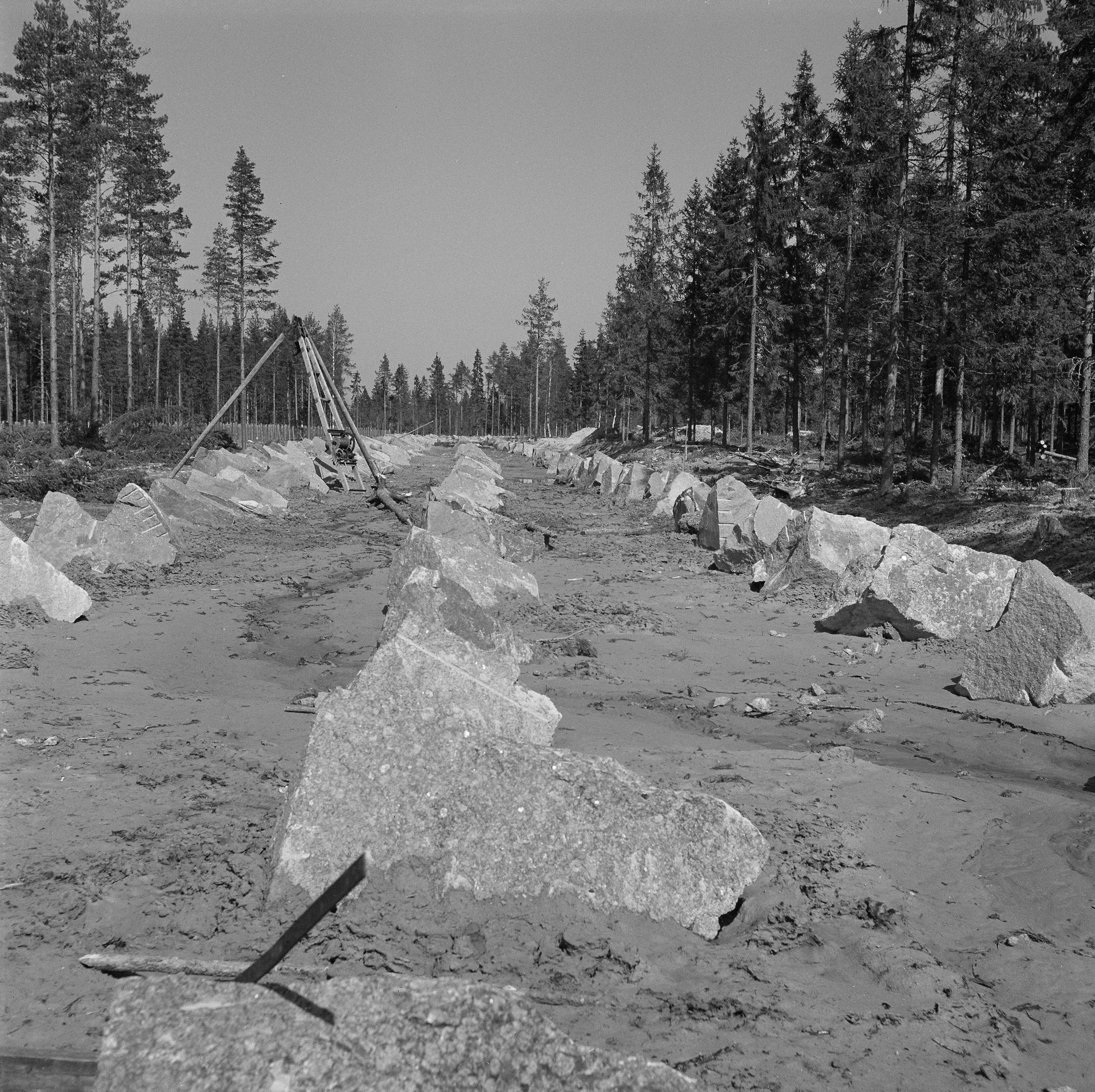
Финские противотанковые заграждения на рубеже Ваммелсуу — Куутерселькя, 1944

14 июня 1944 года пулемётчик В. Кораблин участвовал в прорыве финской обороны в районе посёлка Лебяжье Выборгского района Ленинградской области. Набросив шинель на проволочное заграждение, он первым из штурмовой группы преодолел его. Был ранен, но продолжал продвигаться вперёд. Укрепленный рубеж противника был взят. Этот бой стал для бойца последним, от зажигательного снаряда он был ранен вторично, на нём загорелась одежда, от полученных ранений он умер.
Указом Президиума Верховного Совета СССР от 21 июля 1944 года за «образцовое выполнение заданий боевых командования на фронте борьбы с немецкими захватчиками и проявленные при этом отвагу и геройство» красноармеец Владимир Кораблин посмертно был удостоен высокого звания Героя Советского Союза.
По одним данным, точное место захоронения не установлено, находится в одном из населённых пунктов Выборгского района Ленинградской области. По другим сведениям — похоронен в посёлке Лебяжье, а позднее перезахоронен в братской могиле № 15 в посёлке Цвелодубово Выборгского района.

## Награды и звания
- Герой Советского Союза (Указ Президиума Верховного Совета СССР  21 июля 1944, медаль «Золотая Звезда»; посмертно)[8];
- орден Ленина (21 июля 1944, посмертно)[3].

## Память
В честь Кораблина названа Избердеевская средняя школа в селе Петровское Тамбовской области. В марте 1966 года на здании школы установлена мемориальная доска: «Здесь учился в 1938—1940 годах Герой Советского Союза Кораблин Владимир Васильевич». В честь Владимира Кораблина названа улица в посёлке Лебяжье Выборгского района Ленинградской области.

Памятник В. В. Кораблину (справа) на братской могиле советских солдат и офицеров № 9 в посёлке Лебяжье (Выборгский район), погибших при прорыве финской оборонительной линии ВТ (Карельский вал) в июне 1944 года
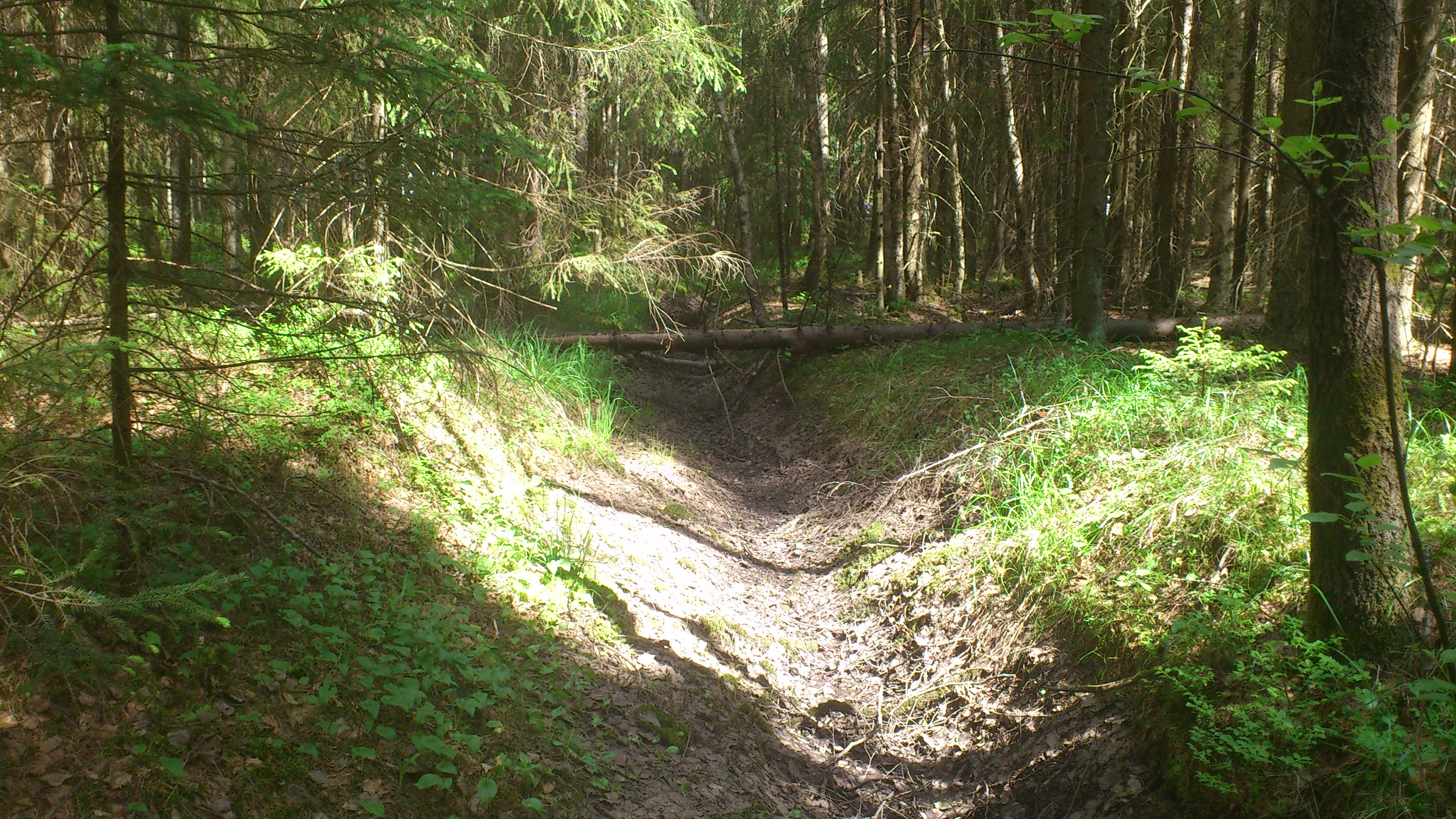
Остатки траншей на бывшей оборонительной линии ВТ (Карельский вал) в районе посёлка Лебяжье
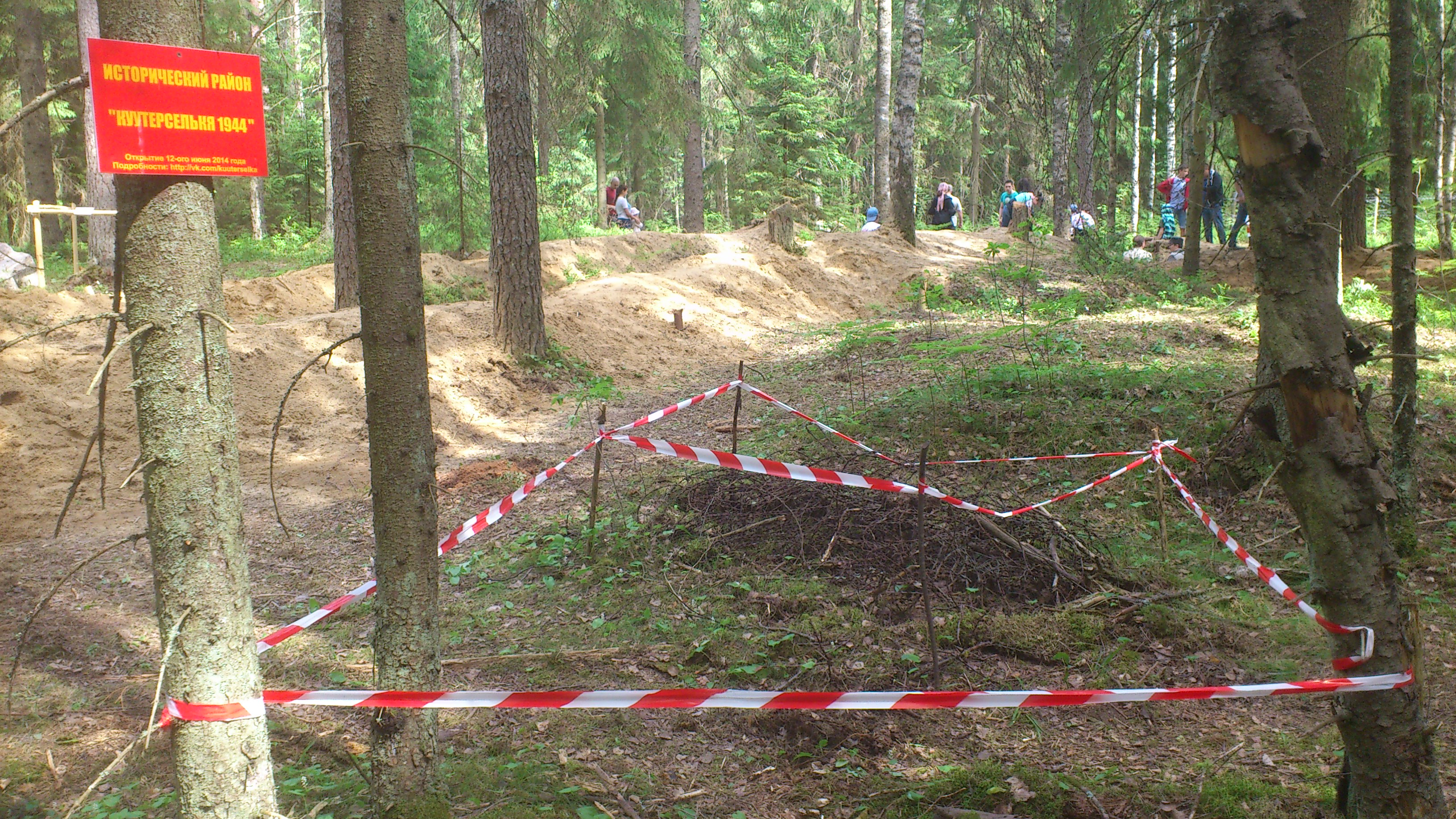
Фрагменты колючей проволоки, исторический район «Куутерселькя 1944»